# جانکارلو کارلونی
جانکارلو کارلونی (انگلیسی: Giancarlo Carloni؛ زادهٔ ۸ ژوئن ۱۹۴۷) بازیکن فوتبال اهل ایتالیا است.
از باشگاه‌هایی که در آن بازی کرده‌است می‌توان به باشگاه فوتبال آسکولی، باشگاه فوتبال مسینا، باشگاه فوتبال فروزینونه، باشگاه فوتبال آ.اس. رم، و باشگاه فوتبال ترنانا اشاره کرد.